# Alberto Sterz
Alberto Sterz (in tedesco Albert Sterz o Albrecht Sterz; Colonia, ... – Perugia, novembre 1366) è stato un condottiero e capitano di ventura tedesco.

## Biografia
Marchese tedesco, si recò in Francia per partecipare alla guerra dei cent'anni a sostegno degli Inglesi. Alla fine della battaglia, con la pace di Brétigny fondò insieme all'inglese Giovanni Acuto la Compagnia Bianca, in cui presero parte mercenari inglesi, guasconi e tedeschi. Nel 1361, con le sue milizie attaccò e devastò la Provenza, sino ad arrivare ad Avignone. In questo comune si fermò dopo che il papa Innocenzo VI gli diede un compenso di 100.000 fiorini e si allontanò dalla regione.
Nel 1362 passò al soldo del marchese di Monferrato, con i suoi 2.000 uomini, e mentre si dirigeva in Piemonte, devastò nuovamente la Provenza, tra i borghi di Marsiglia e Nizza. Arrivato nella regione, venne fronteggiato dalle milizie di Luchino Dal Verme, che li costrinse alla ritirata. Nel mese di novembre, si alleò con i genovesi guidati da Luchino Novello Visconti per combattere contro il conte Amedeo VI di Savoia. Assediò diverse località nel novarese, e lo stesso conte, insieme ad Edoardo di Savoia-Acaia ed altri, vennero fatti prigionieri, poi rilasciati in cambio di 180.000 fiorini.
Nel 1363, avvenne lo scontro con la Grande Compagnia guidata dal Conte Lando alleata dei Visconti. La battaglia si svolse a Novara e vide, nel mese di aprile, la netta vittoria della Compagnia Bianca sulla compagnia avversaria, che venne completamente annientata e distrutta, e l'uccisione del Lando. Nel mese di luglio, passò al servizio di Pisa contro Firenze. Nella guerra contro i fiorentini la sua compagnia ebbe a disposizione oltre 4.000 uomini, durò circa tre mesi, vennero distrutte e saccheggiate diverse località e si concluse con la vittoria dei pisani.
Nel 1364, abbandonò il servizio ai pisani, sciolse la Compagnia Bianca e insieme ad Anichino di Bongardo e Ugo della Zucca, diede vita ad una nuova compagnia di ventura, la Compagnia della Stella. Nel mese di luglio, venne assoldato da Firenze contro Siena, devastandone per molto tempo il territorio circostante, e poi contro Perugia. Nel 1365, lo Sterz e la sua compagnia entrarono al servizio dello Stato della Chiesa e del Regno di Napoli. Affrontò nuovamente i perugini guidati  da Anichino di Bongardo, che gli inflissero una dura sconfitta. Lo Sterz e le sue truppe si allontanarono e si diressero in Toscana dove vennero attaccati e sconfitti dalle truppe pontificie e angioine.
Nel novembre 1366, fu assoldato da Perugia sempre contro i pontifici. I perugini poi non fidandosi dello Sterz, lo accusarono di tradire il comune a favore del cardinale e condottiero pontificio Egidio Albornoz, e per ciò lo arrestarono e lo decapitarono.